# Орсини-Одескальки (замок)
Орсини-Одескальки (итал. Castello Orsini-Odescalchi) — старинный замок в городе Браччано, в регионе Лацио, Италия. Комплекс расположен на южном берегу озера Браччано. Крепость возведена в XV веке и сочетает в себе функции военного оборонительного сооружения и роскошной аристократической резиденции. Замок находился во владении таких могущественных родов как Орсини и Одескальки. Обе семьи могли похвастать нахождением на папском престоле своих родственников. Орсини-Одескальки является одним из самых больших и хорошо сохранившихся замков Италии. В настоящее время в нём работает музей. Одновременно здесь проводятся культурных мероприятий и торжества. В частности, в замке проходили несколько громких свадеб. Здесь сочетались браком такие звёзды как голливудский актёр Тома Круз и Кэти Холмс, музыкант Эрос Рамазотти и Мишель Хунцикер, а также Джеймс Стант и фотомодель Петра Экклстоун.

## История

### Ранний период

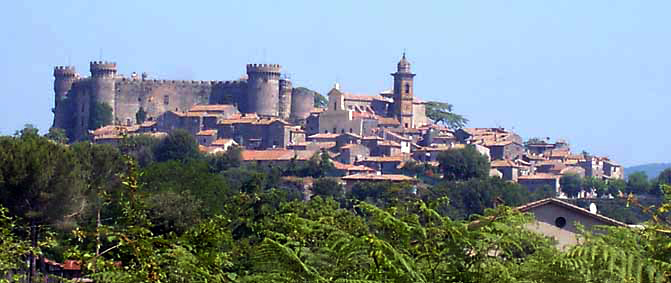
вид замка на фоне города Браччано

Предположительно, на месте современного замка уже в десятом веке существовала высокая каменная башня. Она одновременно служила и наблюдательным пунктом и местом, где окрестные жители могли укрыться во время сарацинских нападений. В ту эпоху укрепление называлось Castrum Brachiani. В XI окружающие земли перешли под контроль знатной семьи ди Вико. Представители этого рода перестроили башню в полноценный замок. Немецкий историк Фердинанд Грегоровиус датировал переход владения Браччано в собственность Орсини 1234 годом. С 1375 года замок оказался во владении римского папы.
В 1419 году папа Мартин V (в миру — Оддоне Колонна) подтвердил право семейной ветви Орсини Тальякоццо на владение городом Браччано и окружающими его землями. Вскоре влияние и богатства могущественной семьи позволили превратить город в один из самых богатых в регионе. Для укрепления своего авторитета представители рода пожелали перестроить замок, чтобы своим величием он более соответствовал статусу владельцев. С 1470 года начались масштабные работы по расширению и реконструкции крепости. Строительство стартовало при власти кондотьера Наполеоне Орсини. Основной объём работ завершился в 1485 году уже при его сыне — Вирджинио Джентиле Орсини. Архитектором выступил Франческо ди Джорджо Мартини. 

Герб рода Орсини

В 1481 году замок принимал папу Сикста IV, бежавшего от чумы в Риме. Картина Sala Papalina в одной из угловых башен посвящена этому событию. При этом сам глава Римской католической церкви происходил из старинного рода Колонна давно враждовавшего с родом Орсини. Поэтому визит папы четыре года спустя не спас город и замок от разорены папскими войсками под предводительством Просперо Колонны. При восстановлении крепости для усиления её оборонительных способностей была построена дополнительная линия внешних стен.
За столетия своего существования замок был местом многих конфликтов между дворянскими семьями Колонна и Борджиа. Род Орсини пыталась лавировать между ними и извлекать выгоду из этих противоречий.
В 1494 году французский король Карл VIII и его войска, воевавшие против Рима, остановились в Браччано и нашли тёплый приём у владельца замка. За помощь врагам лидеры рода Орсини были отлучены от церкви. Однако вскоре конфликт удалось уладить.
В 1496 году представители семьи Орсини вновь оказались втянуты в борьбу с понтификом. Папа Александр VI направил в Браччано армию под командованием собственного сына Джованни Борджиа. Однако попытка осады и штурма замка провалились. Солдаты из отрядов Орсини успешно отразили все атаки. Чезаре Борджиа, ещё один из внебрачных сыновей Александра VI, несколько лет спустя также потерпел неудачу, попробовав захватить крепость. 
К концу XV века замок являлся одной из самых красивых резиденций Италии. В первую очередь это касалось интерьеров комплекса. Над отделкой внутренних помещений работали такие мастера как Антониаццо Романо, известный римский художник и скульптор. Комнаты, где в своё время останавливался папа Сикст IV (урожденный Франческо делла Ровере) были украшены фресками братьев Таддео и Федерико Цуккаро.

### XVI–XVII века

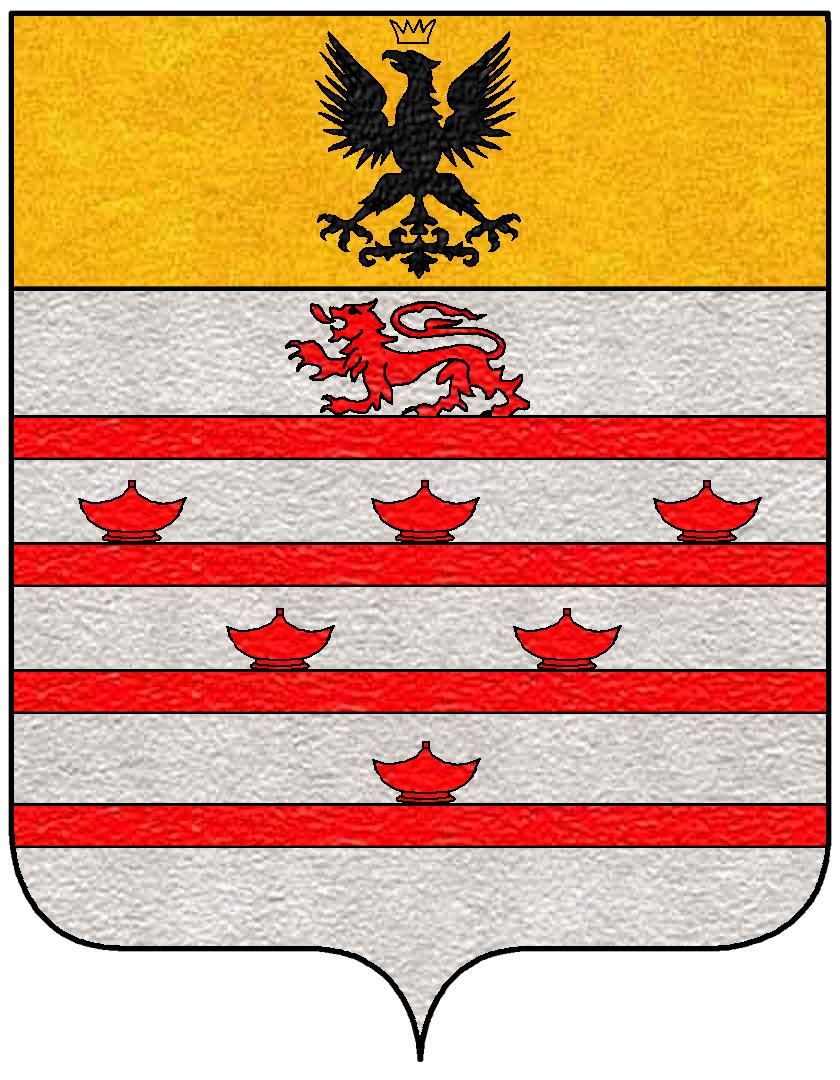
Герб рода Одескальки

XVI век стал периодом нового расцвета города Браччано и замка. В 1558 году Паоло Джордано I Орсини женился на Изабелле Медичи, дочери Козимо I, великого герцога Тосканы. Этот брак позволили Орсини не только преумножить богатства, но и получить престижный титул герцога Браччано. Однако расточительный образ жизни и непомерная алчность семьи Орсини в конечном итоге повлияла на экономическое положение города. Браччано стал приходить в упадок. Последним герцогом Орсини был Паоло Джордано II. Он являлся покровителем живописи и литературы. Благодаря этому Браччано оказался одним из ведущих культурным центров Италии.
Однако рост долгов и упадок торговли вынудили семью Орсини в 1696 году продать замок Ливио Одескальки, племяннику папы Иннокентия XI. Семья Одескальки до сих пор владеет замком. Император Священной Римской империи Леопольд I в знак признания заслуг в войне против турок присвоил Ливию Одескальки почётный титул князя Священной Римской империи.

### XVIII–XIX века

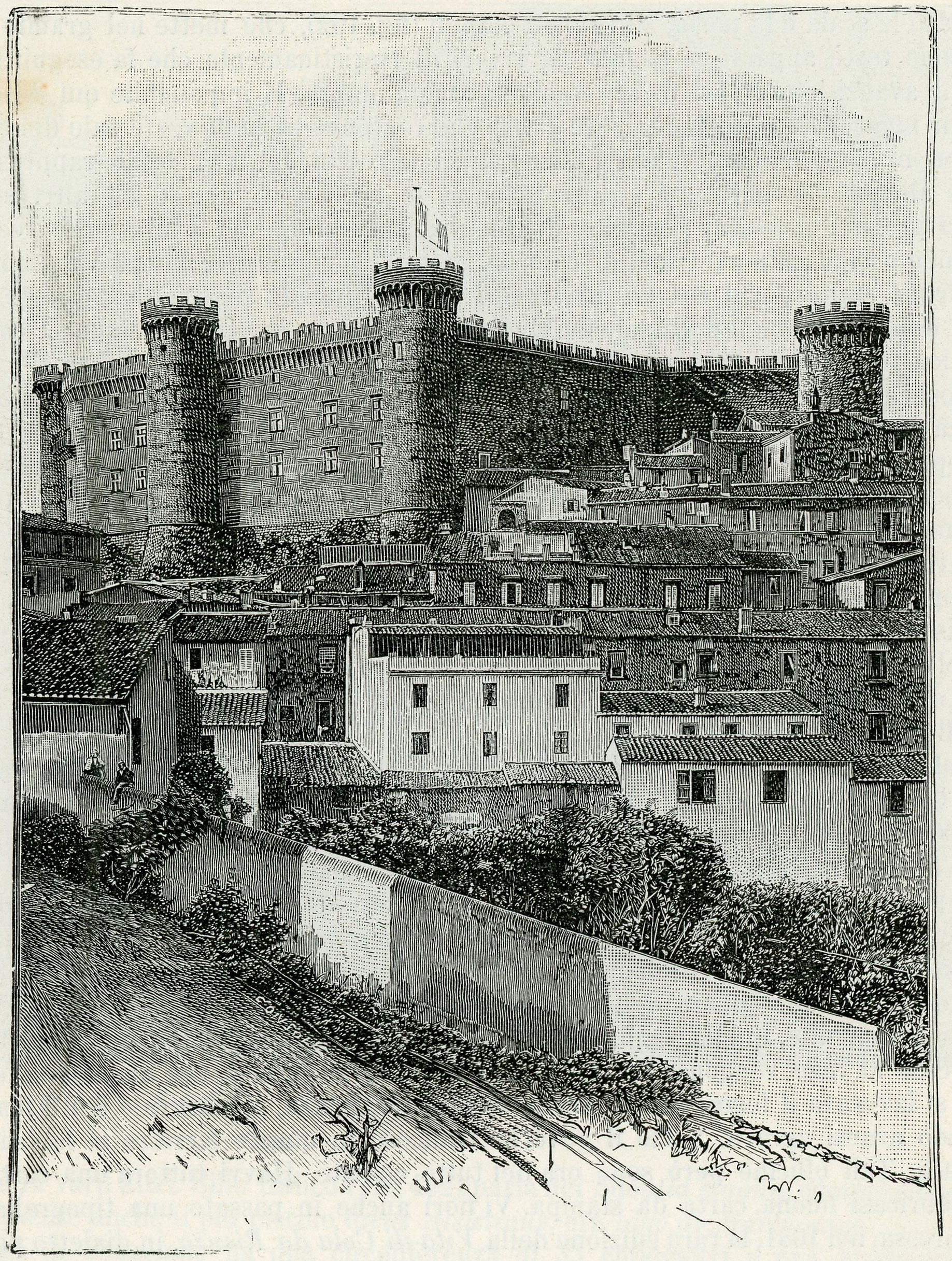
Замок на гравюре 1894 года

После французской оккупации замок был разграблен, а вся ценная мебель и многие коллекции вывезены. Впоследствии комплекс постепенно был восстановлен и вновь стал блистать как роскошная резиденция.
До 1848 года замок и поместье принадлежали герцогу Марино Торлония из семьи Торлония. Однако принцу Ливио Одескальки III сумел выкупить родовое гнездо.

### XX век
В 1900 году в замке некоторое время проживал король Италии Умберто I. 
В начале XX века князь Бальдассарре Одескальки с помощью архитектора Рафаэлло Оджетти провёл масштабную реставрацию комплекса. Была проведена огромная работа по  восстановлены интерьеров. Реставраторы вернули прежний вид многим старинным росписям стен и потолков. 

## Описание

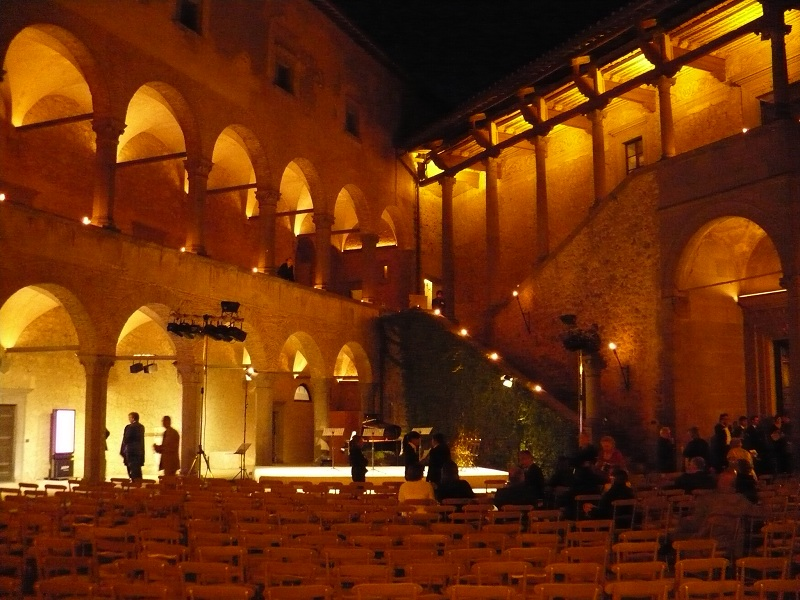
Внутренний двор замка во время проведения концерта

Замок с прилегающими сооружениями занимает внушительную площадь. Основу копмлекса составляет массивное трёхкрылое здание, по форме напоминающее треугольник. Снаружи его окружает крепостная стена. По углам треугольника находятся выступающие круглые башни. В центре юго-западной стены имеется дополнительная оборонительная башня. С востока к основной части примыкает мощное фортификационное сооружение, призванное оборонять главные ворота замка. Их прикрывают ещё две круглые башни. В прежние времена имелась ещё одна внешняя стена, окружавшая значительные территории вокруг главного замка. Части это стены кое-где сохранились.

### Вход в замок
Арка, созданная при подъезде к замку, является работой архитектора Якопо дель Дука. Он трудился в замке по заказу Паоло Джордано Орсини после создания внешних садов во второй половине XVI века. Над аркой можно увидеть высеченный в камне фамильный герб Орсини.

### Зал Папалина
Зал Папалина, расположенный внутри северной башни, известен тем, что в 1481 году здесь проживал папа Сикст IV. Потолок зала расписан братьями Цуккаро в 1560 году по случаю свадьбы между Паоло Джордано Орсини и Изабеллой Медичи. В великолепные узоры на золотом фоне вставлены изображения свадебного гороскопа.

## Музей
Значительная часть внутренних помещений отдана под музей. Здесь имеются постоянные экспозиции, посвящённые многовековой историю замка, а также богатые коллекции старинного оружия, мебели, картин, книг, рукописей и ювелирных украшений.
В 1952 году по воле князя Ливио IV Одескальки замок был открыт для публики. С той поры он является одним из главных туристических центров региона Лацио.

## В массовой культуре
В замке снимались многие художественные фильмы, сериалы и телепередачи:
- 1964. «Замок живых мертвецов[итал.]».
- 1964. «Имперская Венера».
- 1965. «Мучения и экстаз[итал.]».
- 1967. «Давным-давно[итал.].
- 1967. «Пояс верности[итал.]».
- 1969. «Свадебная вечеринка».
- 1995. «Отелло».
- 2001. «Сексуальная комедия[итал.]».
- 2001. «Вечная битва».
- 2003. «Сердце в другом месте[итал.]».
- 2004. «Луиза Санфеличе».
- 2005. «Эдда[итал.]».
- 2008. «Коко Шанель[итал.]»
- 2016. «Медичи».

## Галерея

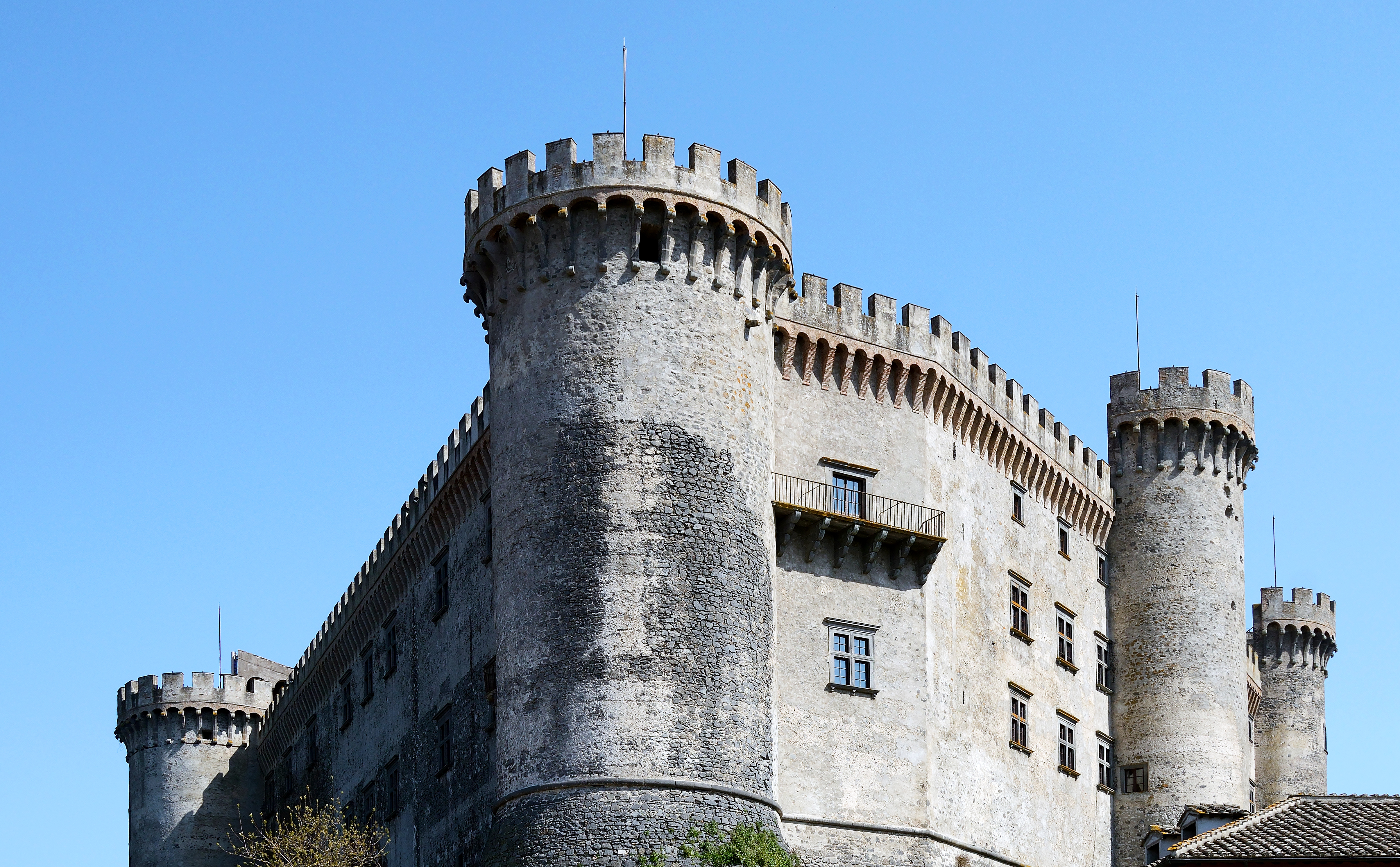
Западная башня замка
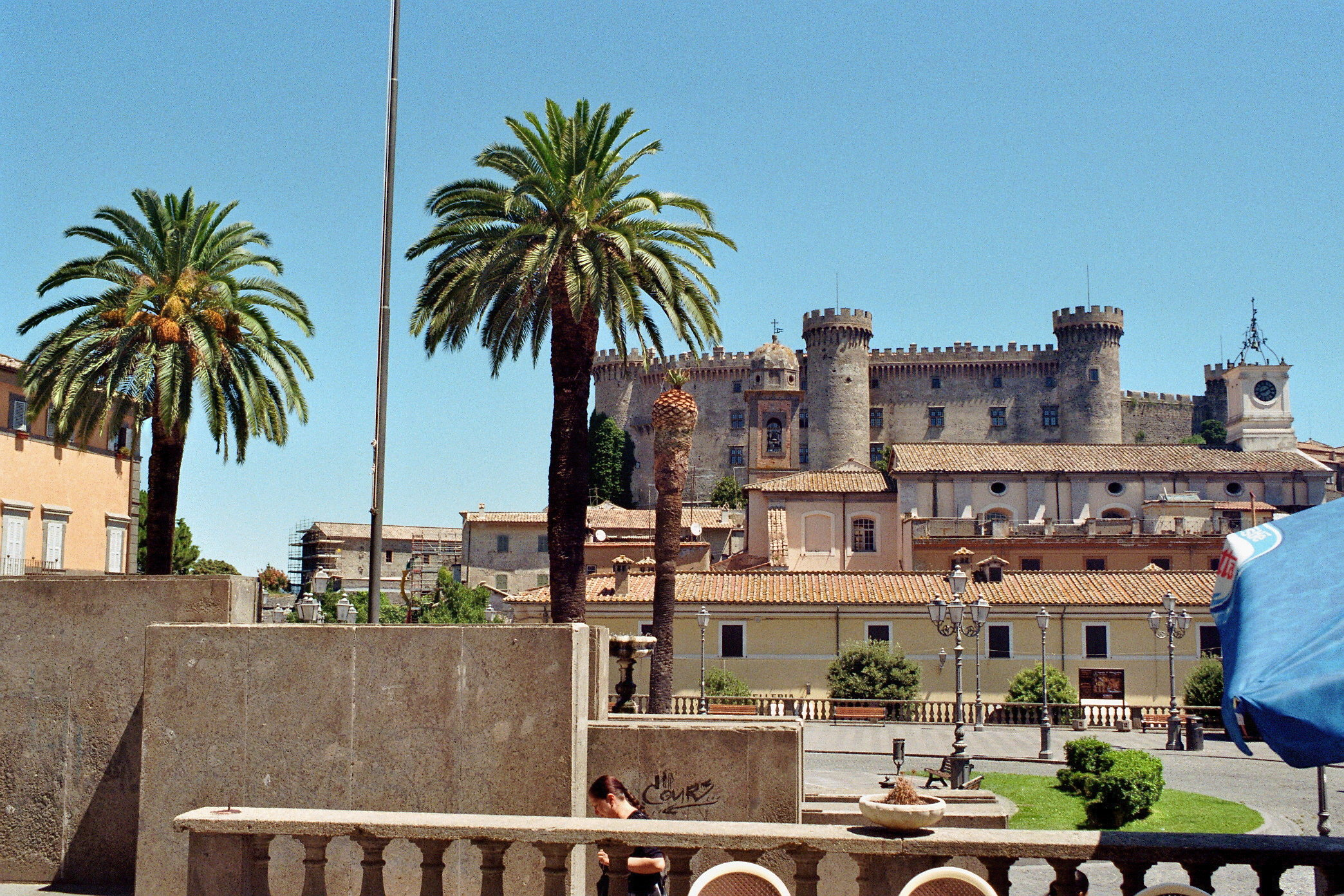
Вид замка со стороны городской площади
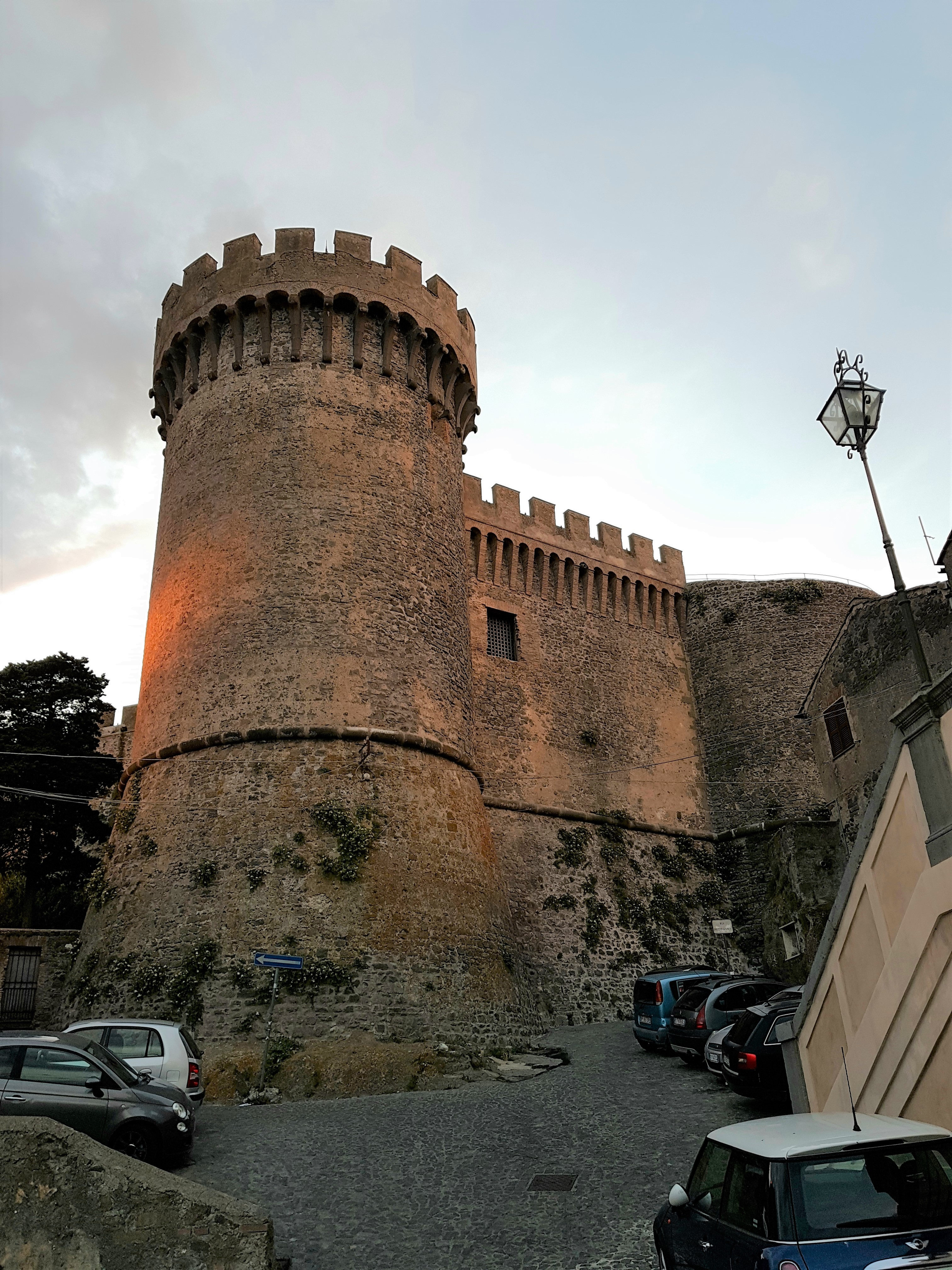
Башня при входе в замок
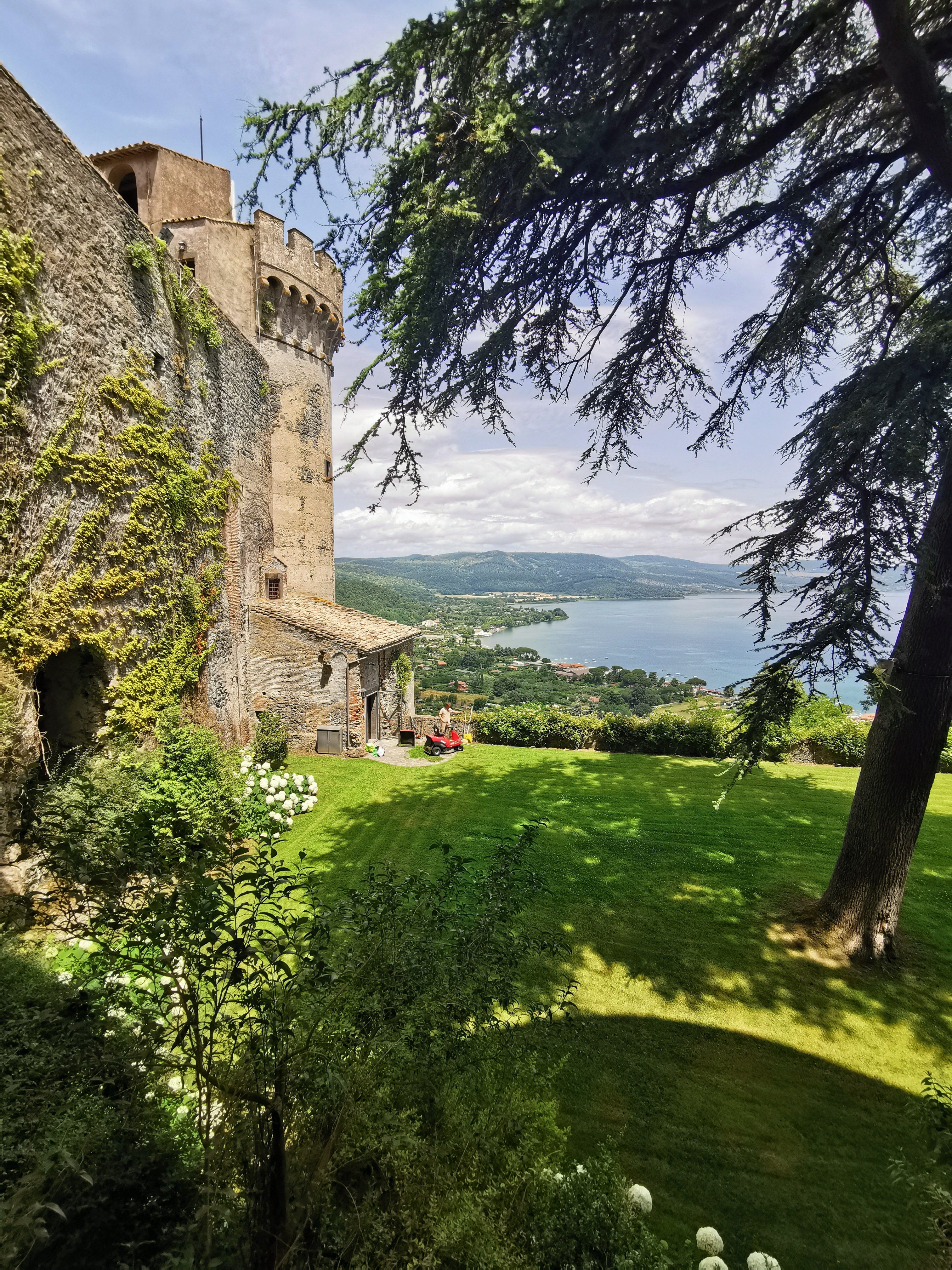
Вид замка с северо-востока
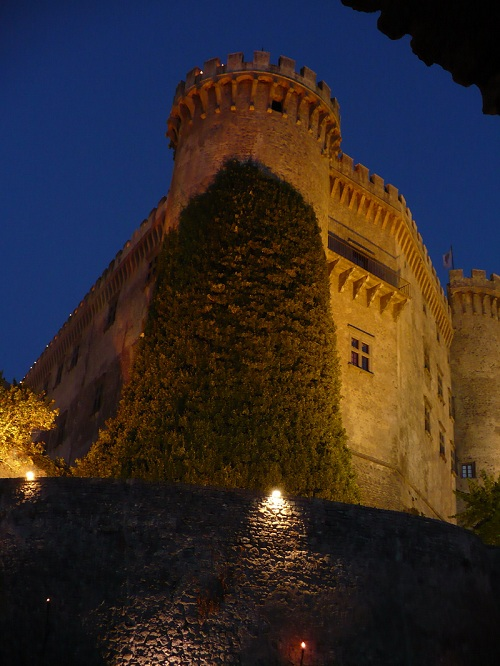
Башня замка в вечерних сумерках